# Thầy bói xem voi

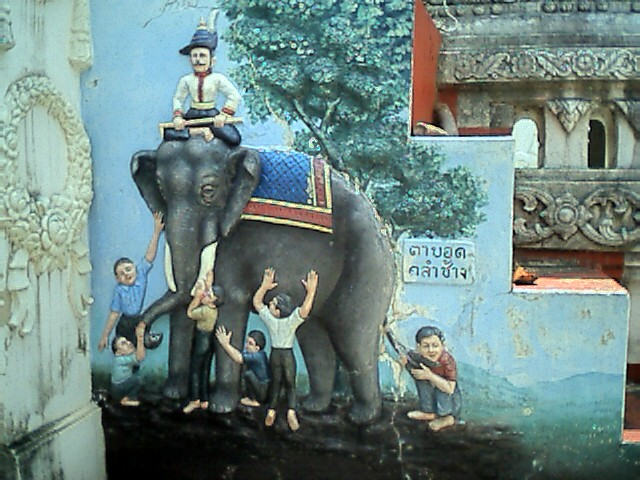
Bức tranh tường thầy bói xem voi ở Thái Lan

Thầy bói xem voi là câu chuyện dân gian Việt Nam thuộc thể loại ngụ ngôn, châm biếm ở Việt Nam và cũng là câu thành ngữ quen thuộc trong dân gian. Nguồn gốc của câu chuyện này từ những câu chuyện ngụ ngôn về Con voi và những kẻ mù (Blind men and an elephant) bắt nguồn từ câu chuyện ngụ ngôn Ấn Độ  cổ đại, từ đó nó đã được truyền bá rộng rãi. Đó là câu chuyện về một nhóm người mù chưa từng gặp voi bao giờ và họ đã tìm hiểu và hình dung ra con voi bằng cách chạm vào nó. Mỗi người mù cảm nhận thấy một bộ phận khác nhau của cơ thể voi, nhưng chỉ một bộ phận riêng lẻ. Sau đó, họ mô tả con voi dựa trên kinh nghiệm hạn hẹp của họ và mô tả của họ về con voi khác nhau. Trong một số phiên bản, họ nghi ngờ rằng người kia không trung thực và họ ra tay đánh nhau.
Câu chuyện ngụ ngôn châm biếm con người có xu hướng khẳng định sự thật tuyệt đối dựa trên kinh nghiệm chủ quan và hạn chế của họ khi họ phớt lờ những kinh nghiệm chủ quan của người khác mà có thể đúng như nhau trong từng phần riêng lẻ. Do đó, khi xem xét bất cứ điều gì cũng cần phải có cái nhìn bao quát, toàn diện để đánh giá được đúng đối tượng, sự việc. Truyện cũng nhắc nhở rằng khi xem xét sự vật, hiện tượng thì phải nhìn nhận tổng quan, biện chứng, cái nhìn đa diện, nhiều chiều tránh cái nhìn phiến diện, một chiều dẫn đến nhận thức sai lầm, thiên lệch. Trong câu chuyện này, phiên bản Việt Nam tập trung châm biếm những ông thầy bói nói mò, vốn đại diện cho thói mê tín dị đoan trong tập tục, lề thói của người Việt.

## Các phiên bản

### Ở Việt Nam
Theo Trương Chính trong tác phẩm "Bình Giải ngụ ngôn Việt Nam" (Nhà Xuất bản Giáo dục, Hà Nội, năm 1998) thì nội dung câu chuyện ở Việt Nam như sau: 
Nhân buổi ế hàng, năm ông thầy bói mù nói chuyện với nhau. Thầy nào cũng phàn nàn không biết hình thù con voi nó như thế nào. Chợt nghe người ta nói có voi đi qua, năm thầy chung nhau tiền biếu người quản voi, xin cho voi dừng lại để cùng xem. Thầy thì sờ voi, thầy thì sờ ngà, thầy thì sờ tai, thầy thì sờ chân, thầy thì sờ đuôi. Đoạn, năm thầy ngồi bàn tán với nhau:
- Thầy sờ vòi bảo: "Tưởng con voi nó thế nào, hoá ra nó sun sun như con đỉa"
- Thầy sờ ngà bảo: "Không phải! Nó dài dài như cái đòn càn"
- Thầy sờ tai bảo: "Đâu có! Nó bè bè như cái quạt thóc"
- Thầy sờ chân cãi: "Ai bảo? Nó sừng sững như cái cột đình"
- Thầy sờ đuôi lại nói: "Các thầy nói sai cả. Chính nó tua tủa như cái chổi xể cùn"

Năm thầy, thầy nào cũng cho mình nói đúng, không ai chịu ai, thành ra xô xát, đánh nhau toạc đầu chảy máu.

### Trên thế giới
Truyện cổ dân gian Ấn Độ (Nhà xuất bản Khoa học-Xã hội, Hà Nội, năm 1982, trang 337-338) kể như sau: Tên truyện là "Con voi và bốn người mù". Bốn người mù đi dò dẫm trên đường. Từ phía trước, một con voi đang tiến lại. Khách qua đường thét bốn anh mù: "Kìa hãy tránh cho voi đi!". Bị tính tò mò kích thích, họ hỏi: "Thế con voi nó như thế nào? Cho chúng tôi xem với?". Khách qua đường bèn xin ông quản tượng dừng voi lại. Ông quản tượng đồng ý dừng voi lại và bốn người mù lần đến sờ voi. Người thứ nhất sờ được cái vòi, người thứ hai sờ cái chân, người thứ ba sờ cái bụng và người thứ tư túm được cái đuôi. Sờ xong ông quản tượng liền đánh voi đi. 

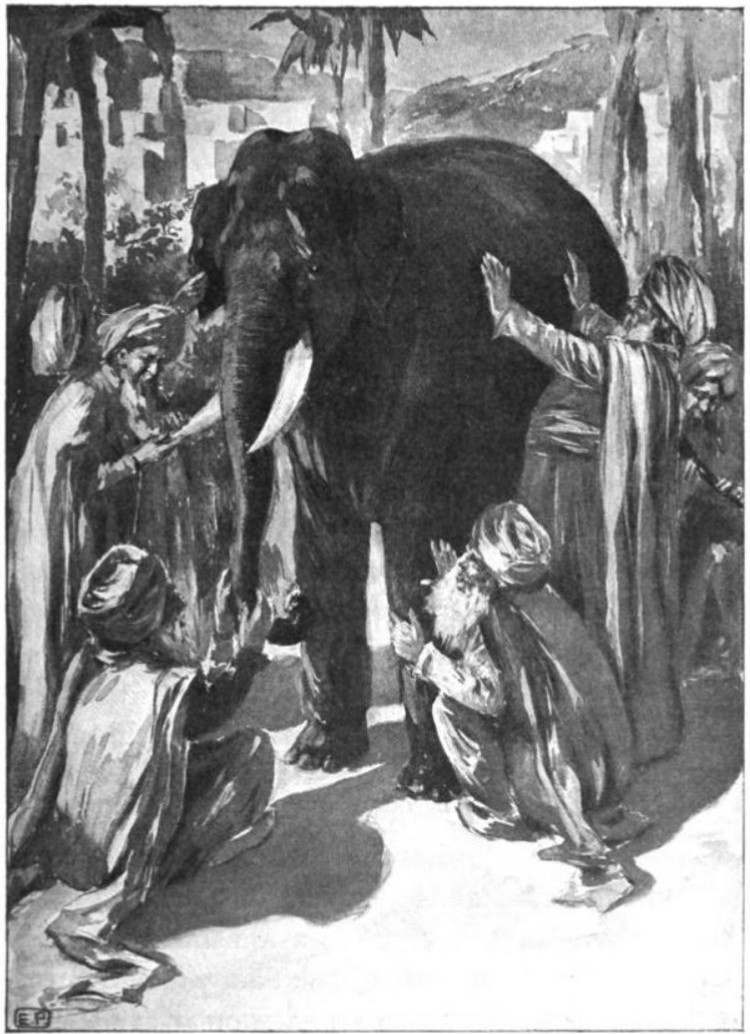
Tranh vẽ cảnh người mù sờ voi, khoảng năm 1907 ở Mỹ

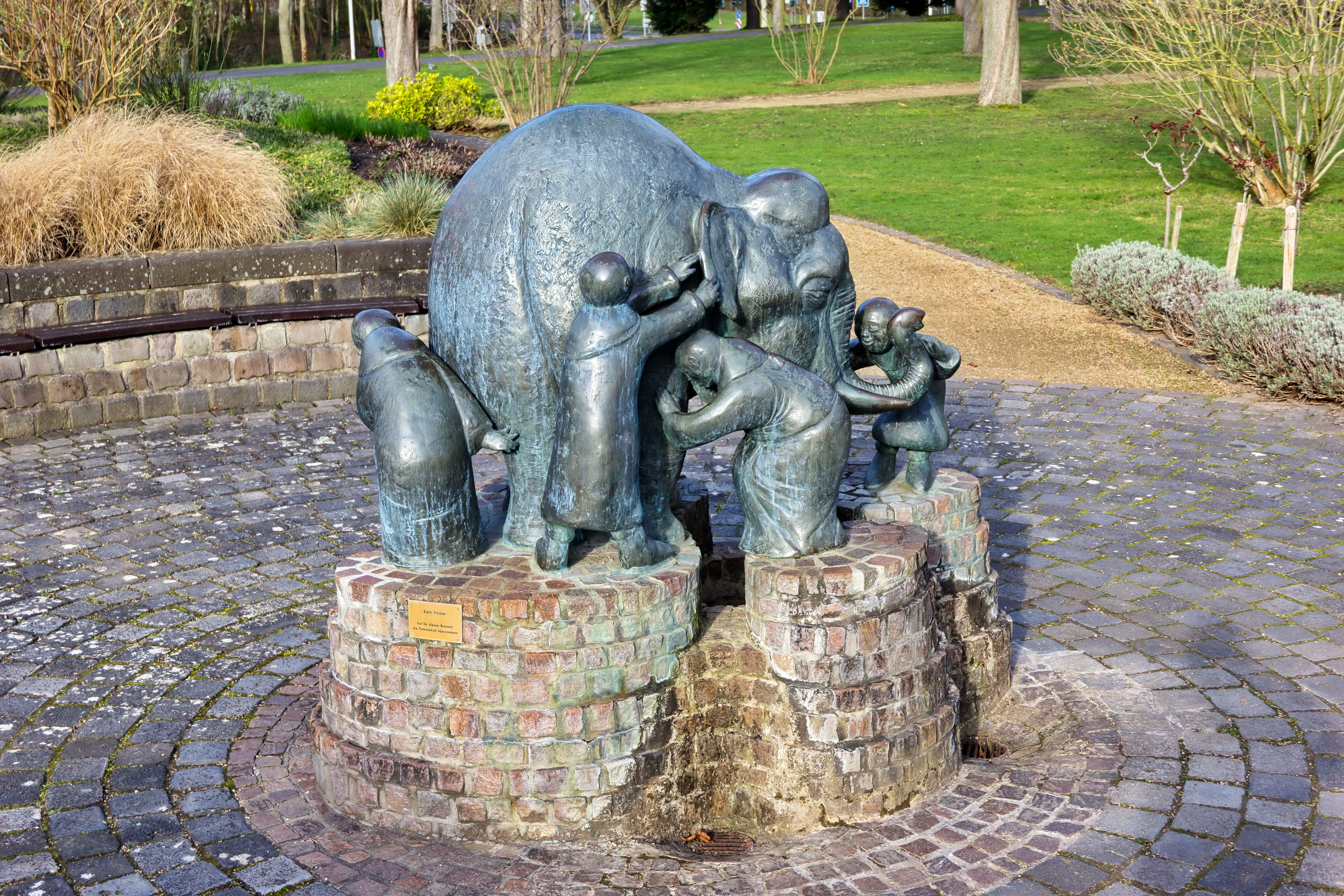
Giếng nước và tượng đồng người mù sờ voi, ở Bonn, Đức

Khách qua đường hỏi bốn người mù: "Thế nào? Bây giờ các anh đã biết được hình dáng con voi rồi chứ?". Họ trả lời: "Vâng, bây giờ thì chúng tôi biết rồi". Khách hỏi: "Thế nó ra làm sao?". 
- Người mù sờ được vòi nói: "Nó giống như như con rắn to cuộn tròn lại".
- Người mù sờ cái chân nói: "Không phải, anh nhầm rồi. Nó giống như cái cột nhà chứ!".
- Người mù sờ cái bụng nói: "Hai anh nhầm. Con voi giống như thùng chứa nước".
- Người mù sờ đuôi nói: "Các anh điều nói sai bét. Nó giống sợi dây tam cố dùng để buộc thuyền".

Thế là bốn người mù đều bị nhầm lại ba hoa với nhau. Tuy vậy mỗi người trong bọn họ đã nói được một phần sự thực vì ai biết ngần nào thì nói ngần ấy.
Trong Kinh Niết Bàn và Kinh Trường A Hàm lại kể về câu chuyện "Người mù sờ voi" như sau: Ngày xưa có một ông vua sai đại thần dắt đến một con voi cho một bọn người mù sờ xem. Sau đó vua hỏi: “Các ngươi đã biết voi chưa?”. Bọn người mù đáp: “Biết rồi!”. Vua hỏi: “Thế voi như thế nào?”.
- Người sờ ngà voi bảo: “Voi xem ra như cái đòn xóc”.
- Người sờ tai nói: “Voi như cái quạt”.
- Người sờ đầu voi đáp: “Voi như tảng đá”.
- Người sờ vòi lại bảo: “Voi giống như cái chày”.
- Người sờ mắt voi nói: “Voi giống như cái hộp gỗ”.
- Người sờ lưng voi khẳng định: “Không phải. Voi như cái giường”.
- Người sờ bụng voi kêu lên: “Theo tôi con voi như cái thùng to”.
- Người sờ đuôi xác nhận: “Đừng cãi nhau nữa, con voi như sợi dây thừng”.

Nhà vua nghe những người mù tranh cãi nhau, cảm khái nói: "Người mù đều rất đông/Tranh nhau nói sự thật/Voi vốn chỉ một thân/Thị phi lại bất đồng" (Trích theo Hồng Phi Mạc: “Cầm hoa mỉm cười”, Nhà xuất bản Bắc Kinh, năm 1999 trang 30, tiếng Trung).

## Luận giải

### So sánh
Với ba cốt truyện hầu như giống nhau, nhưng khác nhau về mấy điểm như hai dị bản Ấn Độ đều gọi là “người mù” còn riêng Việt Nam đổi thành “thầy bói”, theo hình tượng dân gian Việt Nam thì các thầy bói cũng thường là người mù. Cách cảm nhận các bộ phận của con voi khác nhau, do tập quán và tâm lý dân tộc khác nhau, chẳng hạn như ở Ấn Độ người ta cảm nhận cái cái đuôi voi như sợi dây thừng, còn người Việt Nam cảm nhận như cái chổi xể cùn, cái vòi như con đỉa trong khi Ấn Độ thì cảm nhận cái vòi như con rắn, chân như cột đình, tai như cái quạt thóc... Người khách qua đường và ông quản tượng Ấn Độ có tốt bụng dừng voi cho người mù sờ xem, mà không đòi tiền, còn các thầy bói và quản tượng trong dị bản Việt thì phải biếu tiền.
Truyện Ấn Độ không có ý châm biếm, mạt sách người mù, tuy họ nói không đúng, nhưng cũng thừa nhận họ nói được một phần sự thật là ai biết ngần nào thì nói ngần ấy. Đó cũng là một triết lý nhân sinh. Truyện kinh Phật lại sâu thêm ở tính triết lý Phật giáo. Voi vốn là một thể, nhưng sắc tướng khác nhau, nên cảm nhận khác nhau. Người mù ở đây là tượng trưng cho chúng sinh, những kẻ nhìn thế giới theo “lục pháp” (sắc, thụ, tưởng, hành, thức, thần), cho nên chỉ có” vọng tưởng”, hiểu lầm. Nếu chỉ chấp lục pháp thì không hiểu được chân như, phật tính. Nhà vua ở đây chỉ cảm khái cho chúng sinh, nhưng không chế giễu họ.
Truyện ngụ ngôn Việt là một truyện châm biếm, một thể loại khác, có thể nói không giống với thể loại ngụ ngôn. Người mù biến thành “thầy bói ế hàng”, toàn truyện giễu cợt một loại người làm nghề thấy bói, thầy bói là mù, không có ý nghĩa tượng trưng về chúng sinh và con người nói chung. Đã mù, phải làm nghề thầy bói vốn không ra gì, mà lại còn “không ai chịu ai”, đến nỗi “xô xát, đánh nhau toạc đầu chảy máu” vì những chuyện không đâu. Thái độ khinh bỉ bọn thầy bói mù, chủ quan của truyện người Việt là ít bao dung. Do nhận thức khác nhau mà ở Ấn Độ người ta chỉ “ba hoa” với nhau, ở trong kinh Phật chỉ cãi nhau rồi thôi, đến Việt thì lại chuyển thành xô xát đánh nhau cho thấy tâm thức dân gian Việt về cách giải quyết những bất đồng trong cuộc sống.

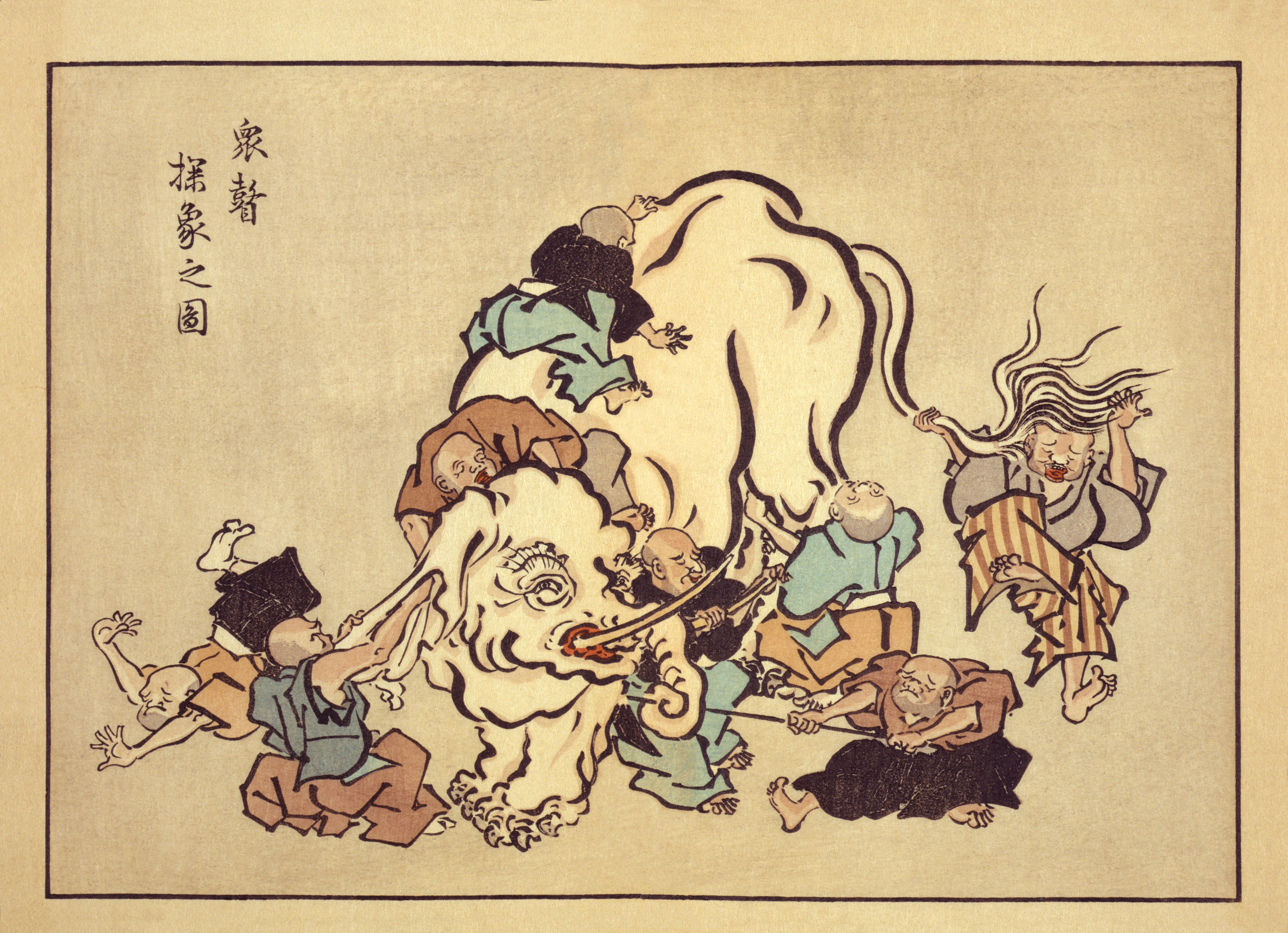
Các nhà sư mù xem một con voi, tranh khắc gỗ của họa sĩ Nhật Hanabusa Itchō, khoảng năm 1888.

Qua so sánh ba dị bản trên, hai dị bản dân gian Ấn Độ và kinh Phật, người kể là người hiểu chúng sinh, có quan niệm nhân loại, họ nhìn thấy trong người mù có bản thân họ, cho nên truyện kể nhẹ nhàng mà thâm trầm, hàm ý triết lý, không nhằm đả kích người mù. Dị bản Việt người kể tự đứng ngoài, thu hẹp nội dung vào việc đả kích một bọn người thầy bói tầm thường. Truyện Ấn Độ và truyện trong Kinh Phật là có trước, dị bản Việt có sau. Sự thu hẹp nội hàm triết lý trong dị bản này cho thấy dị bản Việt Nam chế giễu một lớp người trong xã hội là thầy bói, như đã từng chế giễu thầy bói, thầy tu, thầy cúng, thầy địa lý. Dị bản Việt lại có một cái đặc thù riêng, nó biến câu chuyện sờ voi thành một bi hài kịch của những kẻ dốt nát, những chúng sinh mù loà lại tự phụ đến mức không ai chịu ai, xô xát đánh nhau toạc đầu chảy máu.

### Ý nghĩa
Thầy bói xem voi có nội dung phê phán một cách nhẹ nhàng và thâm thúy, truyện chế giễu những thầy bói nói dựa, mới chỉ sờ vào bộ phận của con vật nhưng đã phán toàn thể về nó, đồng thời đây cũng là lời khuyên không nên tin vào những điều mê tín, bói toán. Qua câu chuyện này người đọc còn rút ra được nhiều bài học. Người xưa đã nhắc nhở phải biết nhìn sự vật, sự việc một cách toàn diện không nên đánh giá sự vật, sự việc bằng sự nhìn nhận phiến diện chủ quan. Đồng thời qua việc đánh nhau sứt đầu mẻ trán của các ông thầy bói, truyện cũng nhắc nhở không vì bảo vệ cái vô lí của mình mà dẫn đến gây gổ mà cần phải lắng nghe, biết phân biệt cái đúng cái sai để từ đó ta rút ra được một nhận xét đúng nhất.
Để đánh giá đúng bản chất của sự vật, hiện tượng cần có những quan sát toàn diện, đánh giá trên cơ sở cái tổng thể, không lấy cái bộ phận, đơn lẻ hay những nhận thức mang tính chủ quan, hạn chế để đánh giá cái toàn thể. Cần thận trọng trước những lời đánh giá, nhận xét để tránh những sai lầm. Để đánh giá sự vật, hiện tượng cần kết hợp giữa nhiều yếu tố: Nghe, nhìn, cảm nhận tránh những kết luận vội vàng, phiến diện, chủ quan. Cần học cách lắng nghe, tôn trọng ý kiến người khác, vừa lắng nghe, vừa học hỏi kết hợp với những hiểu biết của bản thân thì những lợi nhận định, đánh giá cũng sẽ chi tiết, đầy đủ và chính xác nhất. Khi biết lắng nghe ý kiến của người khác chúng ta không chỉ tiếp thu được những điều bổ ích mà chúng ta còn duy trì được những mối quan hệ hoà hảo, tốt đẹp.